# Vichy
Vichy (oksitanski: Vichèi) je grad u departmanu Allier, regija Auvergne-Rona-Alpe, u središnjoj Francuskoj. Pripada povijesnoj pokrajini Bourbonnais. Grad je 2022. god. imao 25.702 stanovnika, dok njegova urbana aglomeracija od 49 općina imala 92.291 stanovnika, što je druga najveća u regiji Auvergne-Rona-Alpe, iza Clermont-Ferranda.
Tijekom Drugog svjetskog rata (od 1940. do 1944. god.) bio je de facto glavni grad Višijske Francuske. 
Smješten na rijeci Allier, Vichy je važno kupalište i ljetovalište, te je 2021. god. postao dio transnacionalne UNESCO-ve svjetske baštine poznate kao „Veliki lječilišni gradovi Europe”, upravo zbog svojih poznatih mineralnih izvora i arhitektonskog svjedočanstva uspona europske kulture kupki u 18. i 19. stoljeću.

## Zemljopis
Vichy se nalazi na desnoj obali rijeke Allier, glavne pritoke Loire, između planina Bourbonnaise i Limagne Bourbonnaise, na prosječnoj nadmorskoj visini od 263 metra. Cestom se Vichy nalazi 55 km južno od Moulinsa (prefektura Allier) i isto toliko sjeverno od Clermont-Ferranda (prefektura Puy-de-Dôme). Lyon, regionalno središte, nalazi se 150  km jugoistočno od grada.
Vichyjski izvori potječu iz sedimentnih terena formiranih u urušnom bazenu Limagne. Različita bušenja ovih izvora otkrila su izmjenu pijeska, pjeskovitih lapora i pješčenjaka.
Rijeka Allier tvori zapadnu granicu općine Vichy, a teče od juga prema sjeveru gdje čini vještačko jezero Allier (stvoreno 1963.). Njezina pritoka, Sichon, izvire u planinama Bourbonnais kod Lavoinea i ulijeva se u rijeku Allier na desnoj obali, kod šetnice.

## Povijest
Vichy je poznat po svojim mineralnim izvorima još od rimskog doba, a navodno su ga kao Aquae Calidae (latinski za „Vruća voda”) osnovali rimski legionari koji su se vraćali iz Bitka kod Gergovije 52. god. pr. Kr. Za cara Dioklecijana područje je pripadalo sudačkom području Vipiusu i stoga se zvalo Vipiacus, od čega se razvilo ime Vichiacus i na kraju Vichy.
Nakon što je Ivan II., francuski kralj plemićko feudalno područje ustupio Burboncima. 1374. god. je i posljednji dio Vichyja preuzeo Luj II., vojvoda od Burbona. Godine 1410. osnovan je celestinski samostan s dvanaest redovnika. Zgrada smještena iznad Celestinskog izvora još je uvijek vidljiva. Godine 1527. kuća Bourbon pripojena je Francuskom Kraljevstvu. Do kraja 16. stoljeća mineralne kupelji stekle su reputaciju čudesnih ljekovitih moći i počele su privlačile bogate pacijente. 
Vichy je do kraja 18. stoljeća postao glavno odredište francuskog plemstva i bogatih. Luj XVI., kralj Francuske je dao izgraditi prostrane i luksuzne termalne kupelji, koje su dovršene 1787. godine. Za vrijeme vladavine Napoleona, osnovan je Le Parc des Sources („Park izvora”) po carevom nalogu (Gumbinen Dekret iz 1812.). Marija Terezija Francuska proširila je zgrade Janson prema planu Rose-Beauvais (radovi završeni 1830.). 
Grad se najviše razvijao pod pokroviteljstvom Napoleona III. tijekom njegovih boravaka u toplicama (1861.-1866.). Izgrađeni nasipi uz rijeku, 13 hektara uređenih vrtova zamijenilo je stare močvare, a duž novoizgrađenih bulevara i ulica izgrađene su vikendice i paviljoni za cara i njegov dvor. Arhitekt Badger je 1865. izgradio Veliki kasino, a maleni željeznički kolodvor je u sljedećih pedeset godina udeseterostručio broj stanovnika i posjetitelja.
Belle Époque na prijelazu stoljeća obilježio je drugu veliku građevinsku kampanju. Park izvora okružen je metalnom galerijom dugom 700 m, a koja je došla sa Svjetske izložbe u Parizu 1889. Između ostalih, izgrađena je i art nouveau Opera (l'Opéra, 1903.), Dvorana izvora, te veliko kupalište dizajnirano u istočnjačkom stilu, nakon čega su nikle i mnoge privatne vile u različitim arhitektonskim stilovima. Vichy je postao ljetna glazbena prijestolnica Francuske, ali rat 1914. brutalno je okončao taj razvoj.
Nakon primirja 1940. godine, u Vichyju je uspostavljena pronjemačka kolaboracionistička vlada na čelu s Philippeom Pétainom, koji je sljedeće četiri godine ostao de facto glavni grad marionetske države, poznate kao Višijska Francuska. 
Nakon rata, grad je doživio razdoblje velikog prosperiteta, zahvaljujući brojnim bogatim gostima iz Alžira, te je ponovno zaradio titulu Kraljice toplica (Reine des villes d'eaux). Ali je nakon Alžirskog rat za nezavisnost, od 1970-ih, počeo propadati. Tek je Claude Malhuret, gradonačelnik od 1989.-2017., uspio obnoviti i modernizirati grad.

## Znamenitosti
Vichy se smatra najvažnijim topličkim gradom u Francuskoj. Danas grad godišnje posjeti oko 30.000 gostiju. Dvanaest izvora izvire u gradu Vichyju, ali trenutno ih je u upotrebi samo šest. To su izvori natrijevog bikarbonata, poznati i kao kiseli izvori jer sadrže ugljičnu kiselinu:
Vrući izvori
- Chomel, nazvan po liječniku koji ga je otkrio 1750. godine, 43 °C
- Grande Grille („Velika rešetka”), 39 °C
- Hôpital, uzdiže se iza Kasina blizu bivše bolnice, 34 °C

Hladni izvori
- Lucas, nazvan po barunu Lucasu koji je kupio izvor početkom 19. stoljeća, 27 °C
- Du Parc, izvori u parku izvora, 24 °C
- Célestins, nazvan po bivšem samostanu, 22 °C

- Source des Célestins
- La source de l'Hôpital
- Centre thermal des Dômes
- Parc des Sources
- Le Castel Franc
- Bivša zgrada kolodvora

## Stanovništvo
| Godina                  | 1793. | 1851. | 1896.  | 1954.  | 1962   | 1968.  | 1975.  | 1982.  | 1990.  | 1999.  | 2008.  | 2018.  |
| Broj stanovnika         | 1.763 | 1.696 | 12.330 | 30.403 | 30.614 | 33.506 | 32.117 | 30.527 | 27.714 | 26.528 | 25.221 | 24.854 |
| Izvori: Cassini i INSEE |       |       |        |        |        |        |        |        |        |        |        |        |

## Promet
Isprva se Vichy nalazio daleko od glavnih željezničkih pruga; glavna pruga od Pariza do Clermont-Ferranda protezala se zapadno od grada na drugoj obali rijeke Allier. Produženjem pruge do Courtyja (1881.), kolodvor Vichy postao je prolazni kolodvor, a kasnije su dodane linije do Cusseta (1912.) i Rioma (1931.; do željezničke pruge Saint-Germain-des-Fossés–Nîmes).
Danas Vichy opslužuju dvije željezničke tvrtke: Intercités koja povezuje Pariz i Clermont-Ferrand, te TER, koja povezuje Vichy s gradovima: Moulins, Lyon, Clermont-Ferrand, Vic-le-Comte, Issoire i Brioude.
Vichy je povezan nacionalnim cestama 2209, D906e, D1093 i D6, te je 20 km udaljen od autoputa A719, a 35 km od autoputa A89, ali mu je najbliža A71, kod Clermont-Ferranda, koja je otvorena u siječnju 2015.
Tvrtka MobiVie od 2022- god. upravlja sa 8 autobusnih linija javnog prijevoza. 
Vichy je 5 km udaljen od Zračne luke Vichy—Charmeil, te 55 km od veće zračne luke, Clermont-Ferrand Auvergne.

## Zbratimljeni gradovi
| - Bad Tölz Njemačka - Dunfermline, Škotska Ujedinjeno Kraljevstvo - Rhein-Neckar-Kreis Njemačka | - San Giuliano Terme Italija - Saratoga Springs SAD - Wilhelmshaven Njemačka |

## Vanjske poveznice
|  | Zajednički poslužitelj ima još gradiva o temi Vichy |